# .mf
.mf é o futuro código TDL (ccTLD) que será criado para ser usado por São Martinho, através da decisão dada em 21 de setembro de 2007 pela Agencia de manutenção da ISO 3166 para alocar MF como um código ISO 3166-1 alpha-2 para São Martinho.
Essa decisão está relacionada com São Martinho ter o estatuto de coletividade ultramarina da França.
Atualmente São Martinho não utiliza o código .mf, no momento utiliza-se o código ccTLD de Guadalupe, .gp e da França, .fr.